# 阿布加涅罗沃农村居民点
阿布加涅罗沃农村居民点（俄语：Абганеровское сельское поселение）是俄罗斯联邦伏尔加格勒州十月区所属的一个农村居民点。其下辖有1个居民点，行政中心为阿布加涅罗沃。据2016年统计，该农村居民点的人口为1644人。